# ريشي كراتو
كراتو (بالسنسكريتية: क्रतु)‏ هو واحد من الماناسابوترا، الأطفال المولودين بعقل الإله الخالق براهما في الهندوسية. وهو أيضًا أحد السابتاريشي حيث يظهر في عصرين مختلفين (مانفانتارا).